# La vida ante mí
La vida ante mí (La vie devant moi en su original francés) es el título de un libro de carácter autobiográfico, escrito por la marroquí Soukaïna Oufkir, y publicado originalmente en el año 2008.

## Argumento
Marruecos, 1972, el 16 de agosto tiene lugar un golpe de Estado contra
el Rey Hassan II. Entre los acusados por el régimen de impulsar el golpe, una vez fracasado este, se halla el ministro de Defensa, Mohamed Oufkir. El general Oufkir aparecerá muerto, con varios disparos recibidos por la espalda, aunque la versión oficial hablará de suicidio. Cuatro meses después, el 23 de diciembre, la policía irrumpe en la villa de la familia del general en Rabat, y detiene a su viuda, sus seis hijos y las dos niñeras de estos. Los Oufkir son internados en diversas cárceles secretas del desierto y de la periferia de Casablanca. Pese a que lo imploran al soberano en diversas ocasiones, no logran ser liberados, por lo que intentan la fuga de las cárceles clandestinas para escapar a las duras condiciones de encierro. Solamente serán liberados en 1991, gracias a una fugaz evasión de Malika, la hija mayor del general Oufkir, que pudo efectuar una llamada a Radio Francia
Internacional.

## Comentarios sobre la autora
Soukaïna Oufkir (Marruecos, 22 de julio de 1963) es hija del general y ministro de Defensa Marroquí Mohamed Oufkir. Tras el asesinato de su padre, supuestamente implicado en un intento golpe de Estado contra el Rey Hassan II, Soukaïna, que en aquel entonces contaba nueve años de edad, y su familia fueron detenidos por la policía, e internados en diversas cárceles secretas durante 19 años. Tras su liberación, en 1991, permaneció cinco años más en Marruecos hasta que consiguió emigrar a Francia. Estudió derecho en la Universidad de La Soborna, y ha trabajado para varias ONG. Como una terapia para superar los años pasados en las prisiones de Hassan II siendo niña, decidió escribir un libro, como ya hicieran su madre y dos de sus hermanos. El resultado es La vida ante mí (La vie devant moi), publicado por Calmann-Levy. Como las demás víctimas de los conocidos como años de plomo (1963-1999) del reinado de Hassan II, Soukaïna y su familia fueron indemnizados por los padecimientos
sufridos, con lo que el Estado marroquí asumía su responsabilidad en lo sucedido. Actualmente, Soukaïna Oufkir reside en París.

## Comentarios sobre la edición francesa
La vida ante mí fue publicado originalmente en lengua francesa, con el título de La vie devant moi, el 13 de marzo de 2008. La editorial de la obra, de 203 páginas, fue Calmann-Levy, dentro de la colección C-Levy, con ISBN 2702139078.

## Comentarios sobre la edición española
En 2010, dos años después de su publicación en Francia, Círculo de Lectores editó una versión española. Esta edición, de 180 páginas, más cuatro de láminas, se distribuyó solamente entre los socios del club.